# Albert Benoist (Industriel rémois)
Albert Benoist est un Industriel filateur et fabricant de tissus à Reims, né à Reims le 6 juillet 1853 et mort dans cette même ville le 30 avril 1932.
Il fera partie des otages rémois désignés par les Allemands en 1914 pour éviter les désordres dans la ville de Reims.

## Biographie
Albert Vincent Benoist est né le 6 juillet 1853 à Reims.
Il est le fils de Charles Benoist (1826-1902) et de Marie Thérèse Adeline Fréminet (1833-1905).
Il se marie, le 29 octobre 1883, avec Jeanne Vincent (1864-1952) avec qui il aura une fille.
Albert Benoist s’associe à son beau-père Jean-Baptiste Charles Vincent (1817-1899).
Il dirigea les établissements Benoist & Cie qui comprennent les Tissage et filature du Mont-Dieu à Reims.
Albert Benoist fera partie des otages rémois désignés par les Allemands le 12 septembre 1914, qui devaient être pendus à la moindre tentative de désordre.
Il décède le 27 avril 1932, à Reims, et repose au Cimetière du Nord de Reims.

## Activités
- Président du tribunal de commerce de Reims,
- Président de la Chambre de commerce de Reims et d’Épernay de 1919 à 1922,
- Président de l’Académie nationale de Reims,
- Vice-président des coopératives de Reconstruction des églises dévastées,
- Conseiller municipal de Reims en1899.

## Hommage
- Chevalier de l’Ordre de Saint-Grégoire-le-Grand,
- Chevalier de la Légion d'honneur par arrêté ministériel du 20 février 1922[3].